# A Journey Into Space
A Journey Into Space volt Gigi D'Agostino első nagylemeze. Eredetileg 1994-ben jelent meg, de a Zyx Music 1996-ban újra kiadta. A számok mind szerepelnek különböző kiadványokon, ez a lemez gyűjti őket egybe, és zárja le a kísérletezés korszakát az 1997-es The Greatest Hitsszel együtt.

## Számlista
1. Noise maker theme  8:47
2. The mind's journey  6:49
3. Panic mouse  8:56
4. Gillone remix  8:20
5. Meravillia  7:26
6. Creative nature vol.1  8:59
7. Panic mouse (Stress mix)  8:38
8. Creative nature vol.1 (Adam & Eve)  8:07
9. The mind's journey (Brain mix)  5:08

## Szerzők
- 01, 02 & 09: L. Di Agostino – Lombardioni Ed. Musicali
- 03, 04, 05, 06, 07 & 08: L. Di Agostino & D. Gas – Lombardioni Ed. Musicali

## Kislemezek
- 1994 Creative Nature vol.1 Remix ("12)
- 1994 The Mind's Journey ("12)
- 1994 Noise Maker Theme/Catodic Tube ("12)